# 菊酸
菊酸（chrysanthemic acid）是和各种天然或合成杀虫剂有关的有机化合物的一种。该物质与除虫菊酯、拟除虫菊酯有关，许多合成的拟除虫菊酯，都是菊酸酯。
菊酸有2个手性碳原子，故有4种立体异构体。

## 生物合成
菊酸的生物合成由两分子二甲丙烯焦磷酸酯（DMAPP）的环加成开始，生成一分子的焦磷酸和菊酸的焦磷酸酯，再形成其它菊酸衍生物。

## 工业合成
在工业上，菊酸及其衍生物通常用二烯烃的环丙烷化反应合成，得到顺反异构体的混合物，再经过水解形成：